# Глухівський верстатобудівний завод
Глухівський верстатобудівний завод або завод агрегатних вузлів — колишнє промислове підприємство у місті Глухів Сумської області.

## Історія

### 1961—1991 роки
Підприємство було створено на базі старих ремонтних майстерень Глухівської РТС згідно з постановою ЦК КПУ та Ради міністрів УРСР відповідно до шостого п'ятирічного плану розвитку народного господарства СРСР та введено в експлуатацію 7 жовтня 1961 року під назвою Глухівський завод агрегатних вузлів. 7 жовтня 1961 року підписано наказ начальника Управління важкого машинобудування СРСР про відкриття заводу агрегатних вузлів. Першими працівниками підприємства стали 33 робітники ремонтних майстерень, включаючи 7 інженерно-технічних працівників. Першу деталь на вузол АУ311-124 виготовив Григорій Миколайович Холопцев 17 жовтня 1961 року. Рівно через рік завод випустив першу силову головку АУ311-10 для Харківського заводу агрегатних верстатів. Обсяг продукції в 1962 році склав 328 тис. крб. У 1963 році розпочалося будівництва нового виробничого корпусу (токарні напівавтомати, гідкрокопіювальні напівавтомати, новітні шліфувальні верстати з понад 300 одиницями потужних верстатів. Наприкінці 1960-х років було здано в експлуатацію виробничо-побутовий корпус площею понад 14,3 тис. кв. м. З 1965 року розпочався випуск силових головок, а з 1968 р. — столів ділильних поворотних для Харківського заводу агрегатних верстатів. Ще поставлялися силові столи прямолінійної дії для Мінського заводу автоматичних ліній. Потім на такі ж заводи у Костромі та Барановичах. Надалі підприємство було розширено (до завершення 8-ї п'ятирічки (1966—1970) на заводі було встановлено понад 300 верстатів різного призначення) і перетворено на Глухівський верстатобудівний завод.
З часом кількість робітників і службовців зросла до 2 тис. осіб. У 1970 році завод випускав 30 видів продукції. З 1962 до 1971 року випуск товарної продукції виріс у 13 разів (до понад 4 млн крб.), з 1965 р. — обсяг виробництва збільшився в 3,5 рази. У жовтні 1972 року розпочався випуск першої партії силових головок АУ-311. У 1975 році випуск товарної продукції за рік склав 7,27 млн крб., а в 1979 — близько 9 млн крб. Основні фонди заводу в 1975 р. становили 4859 тис. крб., а в 1979 р. зросли до 7 млн крб. На середину 1980-х рр. завод відправляв продукцію до понад 60 міст СРСР отримували продукцію агрегатників
Обсяг продукції в 1986 році склав майже 10 млн крб. У 1986 році на заводі було встановлено 30 верстатів з числовим програмним управлінням.
Тільки за перші 25 років роботи підприємство виготовило 116 737 силових головок, 14 957 поворотних столів, 16 754 силових столів, 5 610 приводів, а також товари народного споживання на загальну суму 6 млн. 832 тис. карбованців.
За період існування СРСР завод був одним із провідних підприємств міста, на балансі підприємства знаходилися об'єкти соціальної інфраструктури (у тому числі, заводська бібліотека на 6 тис. книг та кілька спортивних секцій).
У 1975 році на заводі був створений молодіжний вокально-інструментальний ансамбль «Молодість» (який у 1976 році став лауреатом на фестивалі «Юність комсомольська» в Сумах, надалі ВІА брав участь у культурній програмі Олімпіади-80, виступав у Прибалтиці, а в 1984 році отримав звання народного самодіяльного ансамблю).

### Після 1991 року
Після проголошення незалежності України державне підприємство було перетворено на відкрите акціонерне товариство. У травні 1995 року Кабінет міністрів України ухвалив рішення про приватизацію заводу протягом 1995 року, надалі завод отримав нову назву — ПП Глухівський верстатобудівний завод «Ремсервіс».
В 2006 році завод входив до числа найбільших діючих підприємств міста, він виготовляв токарні, фрезерні, шліфувальні та інші верстати, а також деталі і запасні частини до них.
Економічна криза, що почалася в 2008 році, ускладнила діяльність підприємства. У квітні 2008 року завод було перетворено на товариство з обмеженою відповідальністю, власником підприємства стала компанія «Салвер», яка на початку 2020-х років припинила існування.